# 袁世振
袁世振（？—1631年），字抑之，號滄孺，湖廣蘄州衛（今湖北蘄春）人，明朝政治人物，同進士出身。

## 生平
萬曆十年（1582年）壬午科湖廣鄉試第二十六名舉人，二十六年（1598年）登戊戌科進士，礼部觀政，次年任江西臨川縣知縣，有惠政。萬曆三十四年（1606年）擢升浙江金華府同知，萬曆三十七年（1609年）再升南京應天府治中。三十八年升南京户部员外郎，升郎中，四十一年補户部山东司郎中，萬曆四十五年（1617年）袁世振升疏理两淮盐法山東副使，四十八年加升按察使，在淮南、揚州一帶推行了綱鹽法，取代原來的開中法。魏黨誣陷袁世振縱子通賄，由兩淮鹽商代為繳納贓款，削職還鄉。崇禎二年（1629年）戶部尚書畢自嚴舉薦袁世振，但因貪污前科為崇祯帝所否決，崇禎三年，禮部左侍郎徐光啟說:“官猛行五分之一，而私鹽居五分之四矣。”崇禎四年（1631年），畢自嚴再提此事，終為朝廷同意，委為揚州海防副使，兼理鹽法，惜未到任而卒。